# Domingo Arrillaga Larrarta
Domingo Arrillaga Larrarta (Eibar, 11 de febrer de 1890 - Lima, 22 de febrer de 1951) fou un futbolista basc de la dècada de 1910.

## Trajectòria
Va començar a jugar al Club Ciclista, precedent de la Reial Societat de Sant Sebastià. El 1910 es traslladà a Barcelona i fitxà pel RCD Espanyol primer i a continuació pel FC Barcelona. El 1911 retornà a Sant Sebastià per tornar a jugar a la Reial Societat. Més tard jugà a clubs com el Comercio i l'Argentino de Quilmes.
Va ser seleccionador de Peru el 1941 i entrenador de l'Alianza de Lima el 1945.